# ماسيمو بوتورا
ماسيمو بوتورا (مواليد 30 سبتمبر 1962) (بالإيطالية: Massimo Bottura)‏ هو صاحب مطعم إيطالي ورئيس الطهاة في مطعم أوستريا فرانشيسكانا، وهو مطعم حائز على ثلاثة نجوم ميشلان ومقره في مودينا، إيطاليا، وقد تم إدراجه في أعلى 5 جوائز عالمية في أفضل 50 مطعمًا منذ عام 2010، وحصل على أعلى التقييمات من (ESPRESSO) و(Gambero Rosso). يقضي بوتورا الوقت في مدينة نيويورك لنشر تقاليد الطبخ الإيطالي.

## مسيرته
ولد ماسيمو وترعرع في مودينا في منطقة إميليا رومانيا بإيطاليا. وقد أبدى اهتمامًا بالطهي منذ صغره بعد مشاهدة والدته وجدته وعمته في المطبخ أثناء إعداد وجبات عائلية.
أسّس العديد من المطاعم التضامنية، وهو رئيس جمعية (Refettorio Paris 14)، وهو مطعم تعاوني تم إطلاقه في باريس في مارس 2018 بدعم من رجل الأعمال الفرنسي جان فرانسوا ريال و الفنان جيه أر. تم إقامة هذا المطعم في سراديب كنيسة مادلين، ويقدم وجبات طعام للمشردين واللاجئين.

## روابط خارجية
- ماسيمو بوتورا على موقع IMDb (الإنجليزية)